# Handelingen van Paulus en Thekla
De Handelingen van Paulus en Thekla is een apocrief geschrift uit het vroege christendom. Het boek maakt deel uit van het apocriefe boek Handelingen van Paulus, maar circuleerde in de vroege Kerk waarschijnlijk ook zelfstandig werk.

## Taal
De Handelingen van Paulus en Thekla is oorspronkelijk geschreven in het koinè-Grieks. Er zijn relatief veel fragmenten van de Griekse tekst overgeleverd. De ontdekking van de Koptische versie van de Handelingen van Paulus in 1905 bevat ook de Handelingen van Paulus en Thekla.

## Datering en auteurschap
Tertullianus kende het verhaal blijkens zijn Over de Doop 17:5 omstreeks 190 n. Chr.. Het boek is dus voor die tijd geschreven. Volgens Tertullianus is het boek geschreven door een "priester [presbyter] in Klein-Azië (...) vanwege diens voorliefde voor Paulus". Of dit ook werkelijk zo is, valt natuurlijk niet meer te achterhalen.

## Inhoud
Het boek leest als een roman. Het speelt zich af tijdens de eerste zendingsreis van Paulus wanneer deze de kerkgemeente ten huize van Onesiforus in Ikonium aandoet. Een jonge maagd die aan het venster van het aangrenzende huis, "Thekla genaamd, dochter van Teoklia en de verloofde van een zekere Tamyris (...) luisterde dag en nacht naar Paulus' verkondiging over de kuisheid" (Hand.v.Paulus 3:7) Zij was diep onder de indruk van Paulus, tot ongenoegen van haar moeder en Tamyris. Zij waren bang dat Thekla aan Paulus' oproep tot kuisheid gehoor zou geven en een menigte onder leiding van Tamyris bracht Paulus voor de stadhouder die besloot om de apostel gevangen te zetten waar Thekla hem 's nachts in het geheim bezocht. Toen haar familie hier achter kwam werd Paulus op instigatie van Teoklia gegeseld en de uit de stad verbannen en Thekla veroordeeld tot de brandstapel. Door ingrijpen van God overleefde Thekla op wonderbare wijze de brandstapel en voegde zich bij Paulus die zich bij een begraafplaats met de familie van Onesiforus ophield. Een overgelukkige Paulus besloot daarop Thekla met zich mee te nemen op zijn zendingsreis en gingen naar Antiochië in Pisidië.
In Antiochië wordt een zekere Alexander, een stadsbestuurder op slag verliefd op Thekla en biedt Paulus zelfs geld om haar te kunnen trouwen. Thekla voelt echter niets voor Alexander en bespot hem publiekelijk. Alexander, in zijn eer gekrenkt, wil Thekla laten straffen en zij werd veroordeeld tot de wilde beesten (3:26) in de arena van de stad. De vrouwen van de stad protesteerden echter heftig tegen deze ongerechtigheid, wat echter niet baatte. De koningin van Thracië, Tryphaena, die een grote mate van sympathie opvatte voor de jonge Thekla, besloot haar die nacht in beschermende hechtenis te nemen.
De volgende dag werd Thekla overgeleverd aan de wilde beesten in de arena. Ervan overtuigd zijnde dat zij dit niet zou overleven wendde zij zich in gebed tot God en begeerde om gedoopt te worden. In de arena zag zij plots een bassin waarin wilde robben zwommen. Zij sprong in het bassin om zichzelf te dopen. De wilde robben dreven, na een miraculeuze blikseminslag, dood op de wateroppervlakte. Daarna werd zij gered door een leeuwin die de leeuwen van haar afhield.
Thekla voegde zich na dit gebeuren weer bij Paulus. Deze laatste, diep onder de indruk van de jonge vrouw, gaf haar de volmacht om het Woord van God te onderwijzen (3:41). Na het overlijden van Tamyris ging zij naar Ikonium terug om het Woord te verkondigen en ging later naar Seleucië waar ze "nadat ze velen had verlicht door het woord van God, ontsliep (...) in een goede slaap." (3:43) Het verhaal omtrent Thekla zou kunnen betekenen dat de rol van vrouwen in het christendom aanvankelijk vrij groot was.

### De rol van de vrouw in de Handelingen van Paulus en Thekla
De rol van vrouwen in Handelingen van Paulus en Thekla is opmerkelijk. Natuurlijk is daar de rol van Thekla, die van Paulus zelfs de volmacht krijgt om te onderwijzen en te dopen (3:41). Maar ook haar moeder, Teoklia, speelt een belangrijke rol. Het was op haar instigatie dat Thekla werd veroordeeld tot de brandstapel. In Antiochië is een interessante rol weggelegd voor koningin Tryphaena en de vrouwen van de stad, die het onrecht dat Thekla was aangedaan, aan de kaak stelden.
Er waren redenen waarom het boek niet in goede aarde viel bij de kerkelijke autoriteiten van die dagen. Zo schreef Tertullianus: "Als er zogenaamde Handelingen van Paulus bestaan (...) die het voorbeeld van Thekla gebruiken om de rol van vrouwen om te leren, en te  dopen (doop) te rechtvaardigen, laat men dan weten dat de priester in Klein-Azië die dit werk heeft vervaardigd (...) van zijn ambt is ontheven. Hoe zouden we ooit kunnen geloven dat Paulus vrouwen de macht heeft gegeven om te leren en dopen, terwijl hij het vrouwen zelfs niet toestond om op eigen initiatief te onderwijzen? [Schrijft hij niet:] 'Laat hen zwijgen' en ook: 'laten zij thuis hun mannen om opheldering vragen. (1 Kor. 14:34-35 nbg)"